# Direitos LGBT na Antártida
Pessoas lésbicas, gays, bissexuais e transgênero (LGBT) na Antártida podem ter direitos diferentes dependendo de sua nacionalidade.
Como a Antártida não tem população humana residente, a presença humana ali é limitada a pesquisas de curto prazo ou expedições esportivas. O Sistema do Tratado da Antártida prevê que todos os direitos legais na Antártida são regidos pelos do país de origem da pessoa e não mudam com base na reivindicação territorial antártica do país em que a pessoa esteja presente em um determinado momento.
A Antártida obteve uma pontuação de 100/100 no Índice de Igualdade publicado pela Equaldex.

## Casamento
Sete estados soberanos – Argentina, Austrália, Chile, França, Nova Zelândia, Noruega e Reino Unido – fizeram reivindicações territoriais na Antártida, todas as quais reconhecem o casamento entre pessoas do mesmo sexo. As opções práticas para atingir isso podem variar de acordo com o local.
Em 13 de outubro de 2016, o Comissário Peter Hayes promulgou uma portaria que permitiu que pessoas do mesmo sexo se casassem no Território Antártico Britânico. Os casamentos são celebrados por oficiais de casamento, nomeados pelo Comissário, em "qualquer lugar que o oficial de casamento considere adequado", dentro do território ou a bordo de um navio em águas territoriais.
O primeiro casamento entre pessoas do mesmo sexo no território ocorreu em 24 de abril de 2022 entre Eric Bourne e Stephen Carpenter a bordo do RRS Sir David Attenborough, perto da Estação de Pesquisa Rothera, na Ilha Adelaide. O primeiro casamento lésbico ocorreu em 14 de fevereiro de 2023 entre Sarah e June Snyder-Kamen em Bongrain Point, Ilha Pourquoi Pas.
É possível (embora raro) casar nas Terras Austrais e Antárticas Francesas, e o código civil da França se aplica. A França reconhece o casamento entre pessoas do mesmo sexo desde 2013.

## Expressão pública
A expressão pública de apoio às causas LGBT não é restrita, exceto pelas leis nacionais que podem afetar cidadãos de determinados países.
Em 2016, o grupo de defesa Planting Peace viajou pela Antártida com uma bandeira do orgulho como um gesto simbólico. A organização proclamou a Antártida como "o primeiro continente LGBT-friendly do mundo". O Polar Pride, um evento anual do orgulho LGBT realizado na Antártida desde 2018, é celebrado em 18 de novembro. Em 2022, alpinista transgênero Erin Parisi plantou uma bandeira transgênero no topo do Maciço Vinson, o pico mais alto da Antártida. Também em 2022, ocorreu o que se acredita ser o primeiro cruzeiro de expedição totalmente LGBT à Antártida.